# Новочеркасское (Акмолинская область)
Новочерка́сское (каз. Новочеркасское) — село в Астраханском районе Акмолинской области Казахстана. Входит в состав Новочеркасского сельского округа. Код КАТО — 113650100. Основано в 1895 году переселенцами из западных районов России, казаками. Была  станицей, торговым центром со своими купцами, школой и церковью.

## География
Село расположено на правом берегу реки Ишим. В 12 км от районного центра села Астраханка. В 110 км от города Астана. Через село Новочеркасское, проходит международная трасса Алматы - Екатеринбург.
Согласно геологическим данным СССР, под селом Новочеркасское находятся большие залежи угля. Для его созревания должно пройти более 200 лет. По предварительным данным, качество данного угля не будет уступать нынешнему добываемому углю в Экибастузском угольном бассейне.

## Население
В 1999 году население села составляло 1471 человек (713 мужчин и 758 женщин). По данным переписи 2009 года в селе проживало 1348 человек (653 мужчины и 695 женщин).